# ORIENT 東方少年
《ORIENT 東方少年》是由大高忍所創作的日本漫畫，連載於《週刊少年Magazine》2018年第28號至2021年第6號後，移籍至《別冊少年Magazine》2021年3月號繼續連載。改編電視動畫第1季於2022年1月5日至3月23日播映，第2季於同年7月11日至9月26日播映。

## 故事簡介
日本戰國時代，爭奪霸權的戰國武將們被突然出現的「鬼神」殺死，在之後的150年間，反抗鬼神支配的人們組成「武士團」並為了追求自由而戰。自幼崇拜武士的武藏和小次郎夢想著建立最強的武士團，但將鬼尊為神的人們反而認為武士是邪惡的存在。因此，武藏無法說出自己的夢想，小次郎也因身為武士之子而遭人疏遠。某天，武藏目擊到鬼神屠殺人類的場景，他為了實現和小次郎共同的夢想，決定對抗擁有強大力量的鬼神。

## 登場角色

### 鐘卷武士團
武藏（聲：內田雄馬、石上靜香（幼少期）（日本）；賈文安（台灣））
本作主角。「鐘卷武士團」團員，赤刀武士。持有鬼鐵刀「焰魔大太刀」。曾與美知留是戀人關係。
出身自龍山町農家的少年。自幼父母雙亡，被好友鐘卷小次郎的父親自齋給領養。跟小次郎夢想組成最強的「武士團」，隨後亞美也加入。本來是做礦工的學習，但為了實現夢想與小次郎組團，四處旅行。最初選鬼鐵刀時顏色呈黑色「禁忌之人」(起因於體內有黑曜女神的靈魂寄宿的緣故)，後來為了拯救小次郎、亞美以及其他武士，讓女神接受自己使出刀氣逼退四郎和七緒，才得以順利持得鬼鐵刀。
鐘卷小次郎（聲：齊藤壯馬、山村響（幼少期））
龍山町中唯一的武士少年。「鐘卷武士團」團長，青刀武士。在父親自齋去世後獨自生活，跟武藏情同手足。被武藏說服，為了成為夢想組成「武士團」，與武藏及後加入的亞美一起四處旅行。選鬼鐵刀時，顏色呈藍色。持有鬼鐵刀「裂空八重櫻」。
服部亞美（聲：高橋李依）
原隸屬於「小雨田武士團」的武士少女，後加入「鐘卷武士團」。綠刀武士。持有亡姊燕的鬼鐵刀「飛燕雙流劍」。
自懂事時與姐姐燕相依為命被主公英雄給收留，並自願立志成為像姐姐燕一樣對別人溫柔的武士，當姐姐燕於八年前與鬼的戰鬥中壯烈犧牲後獨自繼承捍衛城民的意志。之後為了要向主公英雄證明自己的價值，打贏小次郎並騎走他的鬼鐵騎，後來聽了武藏的話了解到，自己實力很很強卻不敢違抗主公而受對方言語的欺壓，隨後為了拯救被迫上戰場的城民在武藏和小次郎的幫助下打敗主公英雄，之後加入他們一起旅行。

### 五傑將

#### 武田武士團
武田尚虎（聲：日野聰）
「武田武士團」團長。青刀武士。持有鬼鐵刀「青羽羽斬」。「五傑將」之一。
真田青志（聲：石谷春貴）
「武田武士團」團員。青刀武士。
山本春雷（聲：大西沙織）
「武田武士團」團員。綠刀武士。

#### 上杉武士團
上杉龍臣（聲：前野智昭）
「上杉武士團」團長。黃刀武士。「五傑將」之一。
直江兼龍（聲：花江夏樹）
「上杉武士團」團員。紅刀武士。
宇佐美黑子（聲：日笠陽子）
「上杉武士團」團員。綠刀武士。
甘粕政紀（聲：中島良樹）
「上杉武士團」團員。青刀武士。
長尾為國（聲：岡本幸輔）
「上杉武士團」團員。青刀武士。
長尾貞國（聲：柳田淳一）
「上杉武士團」團員。青刀武士。
柿崎景悟（聲：笠間淳）
「上杉武士團」團員。青刀武士。

### 上杉聯盟

#### 猿渡武士團
猿渡滿／猿渡美知留（聲：安野希世乃）
「猿渡武士團」的公主，體內有黑耀石。為了搶奪黑曜女神接近武藏，但是跟武藏相處後喜歡上武藏，因八咫郎能力變成只順從對方的活人偶。第二季最後恢復，並與八咫郎說自己心願跟武藏離開，被監禁後短暫自由活動，戴武藏送的戒指後消失。

#### 島津武士團
島津秋弘（聲：内山昂輝）
「島津武士團」繼承人。紅刀武士。
島津春久（聲：河西健吾）
「島津武士團」團員。青刀武士。
島津夏樹（聲：田丸篤志）
「島津武士團」團員。青刀武士。
島津冬家（聲：帆世雄一）
「島津武士團」團員。青刀武士。
島津 時雨（聲：駒田航）
「島津武士團」團員。青刀武士。
島津 忠雪（聲：熊谷健太郎）
「島津武士團」團員。青刀武士。

#### 尼子武士團
尼子勝巳（聲：梶原岳人）
「尼子武士團」當家之子。青刀武士。
山中盛鹿（聲：大塚剛央）
「尼子武士團」團員。綠刀武士。
五月川早苗（聲：白砂沙帆）
「尼子武士團」團員。綠刀武士。
橫道光（聲：坂田將吾）
「尼子武士團」團員。綠刀武士。
寺本清秀（聲：小林龍之）
「尼子武士團」團員。綠刀武士。
藪中荊事（聲：柳晃平）
「尼子武士團」團員。綠刀武士。

#### 種子島武士團
種子島繁（聲：松田利冴）
「種子島武士團」團員。黃刀武士。
種子島護（聲：德井青空）
「種子島武士團」團員。黃刀武士。

#### 其它武士團
野口雉之介（聲：榊󠄁原優希）
黃刀武士。

### 其它武士團

#### 小雨田武士團
小雨田英雄（聲：羽多野涉）
「小雨田武士團」團長。黃刀武士。他是個口蜜腹劍、城府極深、陰險狡詐的腹黑偽君子，擅長用表情、言語操控別人，讓別人順從他。下令要百姓對付鬼，與挺身而出的亞美戰鬥，最後被亞美打敗並且失去包含亞美在內的百姓後，因而遭受嚴重的打擊，以至於精神完全崩潰。

#### 龍造寺武士團
長舩滿（聲：井上麻里奈）
「龍造寺武士團」團長。刀匠。

### 黑曜石的八人
犬塚一真佐（聲：森川智之）
「黑曜石的八人」之一。八人之中唯一一个并不是人类的成員。其劍術的实力超群，曾砍伤势原的大腿致使他自此残疾。
犬江蓝二郎
「黑曜石的八人」之一。
真實身分為武田尚虎的父亲「武田信贵」，前任的「武田武士团」的团长。十五年前的大战中因遇四郎而被他給杀害，后来以黑色心脏的能力强行复活自此成为黑狗的成员之一。
犬村三喜人
「黑曜石的八人」之一。
真實身分為富田勢源的拍档「富田和親」。精通将棋，原為鞘之一族，为了保护勢源而被「黑曜石的八人」給殺害，后来以黑色心脏的能力强行复活并被操縱成黑狗的成员之一。
犬飼四郎（聲：下野紘）
「黑曜石的八人」之一。白刀武士。俗稱鬼鐵刀獵人，想讓所有人成為刀的材料。為搶走武藏體內的「黑曜女神」，故意接近武藏、小次郎一行人。後被女神附體的武藏擊退。持有鬼鐵刀「無名」。战力仅此于一真佐。
真實身分是传说中第一位被「黑曜女神」给予鬼鐵刀的武士。出身于战国时期的某个武士團的團長，年龄至少有150岁以上。得到鬼鐵刀的代价为自己的心脏被换成黑色心脏，得到长生不老的同时也会失去人性。由于黑色心脏的影响而使得整个人变成极端的战斗狂。
犬山五万理
「黑曜石的八人」之一。红刀武士。拥有战力最高的赤色魂石，且数量惊人。
疑似被黑色心脏給操縱成为黑狗的成员之一。
犬川靜六（聲：新垣樽助）
「黑曜石的八人」之一。黃刀武士。自稱為醫師。
犬坂七緒（聲：和氣杏未）
「黑曜石的八人」之一。綠刀武士。跟隨四郎行動，稱四郎為「主人」。持有鬼鐵刀「九尾七鉦刀」。
原本是四郎所属的武士團里的居民，年龄至少有150岁以上。起初鬼神攻击四郎的武士團时差点致命，后来被四郎和「黑曜女神」所救而得以存活下来。从此以后就一直跟隨四郎的踪影，即使后来四郎因为黑色心脏的影响而发疯也依然陪着他。最终战中四郎被武藏打败后打算陪伴四郎選擇自盡。
犬田八咫郎（聲：杉田智和）
「黑曜石的八人」之一。青刀武士。美知留之父。
過去原為某個城戶中名門武家的繼承者，因為出生時身體缺陷而遭到忽視，後來接受黑色心臟而能得以正常行走，之後為了製造出「黑曜女神」不惜跟鬼神施加同化而使用的禁忌之術(代價就是付出自己會因此消失的結果)，因而創造出美知留和眾多礦石子女去搶奪附身於武藏的「黑曜女神」。後來因為美之留無法對武藏痛下殺手，於是親手消除美知留與武藏碰面的記憶並使她成為自己的傀儡。第二季最後被持有黑曜女神之力(五分之一的力量)的武藏徹底打敗的同時看著美知留離去而消失。
尼子勝巳
「接任」八咫郎的位置，參見尼子武士团。

### 其他角色
鐘卷自齋（聲：小西克幸）
鐘卷小次郎的已故父親，十五年前將黑曜女神帶離某團體(疑似為黑曜石的八人)而隱身起來。真實身分為大戰的英雄「富田勢源」。
黑曜女神（聲：桑島法子）
寄宿於武藏的身上的神秘女靈魂，其跟黑曜石的八人與黑鬼神有著莫不可深的孽緣。真實身分是黑鬼神所操縱的道具，為了制止黑鬼神四處走訪各地做出眾多炭塗生靈的行經，於是幻化成一位帶著最初的鬼鐵刀降臨到人間協助人類對抗鬼神的女神。其擁有可以操縱所有鬼鐵刀的刀氣的強大能力，因此是鬼鐵刀之女神。在過世一百年不久依然以靈魂的型態繼續活著，也留下強大的血液交託給五傑將的部落之靈廟來守護，凡是被黑曜女神的靈魂給依附的人不只有可以施展黑曜女神的力量，也可以操縱著所有鬼鐵刀的刀氣。

## 出版書籍

### 漫畫
| 卷數 | 講談社         | 講談社                 | 東立出版社     | 東立出版社             |
| 卷數 | 發售日期       | ISBN                   | 發售日期       | ISBN                   |
| ---- | -------------- | ---------------------- | -------------- | ---------------------- |
| 1    | 2018年8月17日  | ISBN 978-4-06-512725-4 | 2019年5月27日  | ISBN 978-957-26-3129-4 |
| 2    | 2018年10月17日 | ISBN 978-4-06-513070-4 | 2019年12月27日 | ISBN 978-957-26-3130-0 |
| 3    | 2018年12月17日 | ISBN 978-4-06-513487-0 | 2020年12月4日  | ISBN 978-957-26-3131-7 |
| 4    | 2019年3月15日  | ISBN 978-4-06-514444-2 |                |                        |
| 5    | 2019年6月17日  | ISBN 978-4-06-515085-6 |                |                        |
| 6    | 2019年8月16日  | ISBN 978-4-06-515696-4 |                |                        |
| 7    | 2019年11月15日 | ISBN 978-4-06-517160-8 |                |                        |
| 8    | 2020年2月17日  | ISBN 978-4-06-517888-1 |                |                        |
| 9    | 2020年5月15日  | ISBN 978-4-06-518686-2 |                |                        |
| 10   | 2020年8月17日  | ISBN 978-4-06-519307-5 |                |                        |
| 11   | 2020年11月17日 | ISBN 978-4-06-520599-0 |                |                        |
| 12   | 2021年3月17日  | ISBN 978-4-06-521636-1 |                |                        |
| 13   | 2021年8月6日   | ISBN 978-4-06-524468-5 |                |                        |
| 14   | 2022年1月7日   | ISBN 978-4-06-526587-1 |                |                        |
| 15   | 2022年3月9日   | ISBN 978-4-06-527267-1 |                |                        |
| 16   | 2022年7月8日   | ISBN 978-4-06-528380-6 |                |                        |
| 17   | 2022年11月9日  | ISBN 978-4-06-529399-7 |                |                        |
| 18   | 2023年3月9日   | ISBN 978-4-06-530912-4 |                |                        |
| 19   | 2023年7月7日   | ISBN 978-4-06-532167-6 |                |                        |
| 20   | 2023年12月7日  | ISBN 978-4-06-533505-5 |                |                        |
| 21   | 2024年5月9日   | ISBN 978-4-06-535161-1 |                |                        |
| 22   | 2024年11月8日  | ISBN 978-4-06-537417-7 |                |                        |

### 小說
| 卷數 | 講談社         | 講談社                 |
| 卷數 | 發售日期       | ISBN                   |
| ---- | -------------- | ---------------------- |
| 1    | 2021年10月14日 | ISBN 978-4-06-525159-1 |
| 2    | 2022年1月13日  | ISBN 978-4-06-526497-3 |
| 3    | 2022年4月13日  | ISBN 978-4-06-527571-9 |
| 4    | 2022年10月5日  | ISBN 978-4-06-529109-2 |

## 電視動畫
2021年1月4日，講談社在其YouTube頻道「Magazine頻道」上公開一段宣傳影片，宣佈《ORIENT 東方少年》將獲改編為電視動畫。8月6日，宣佈動畫將於2022年首播，並公開飾演兩名男主角的聲優、主要製作人員陣容，以及前導視覺圖。9月6日，宣佈動畫將於2022年1月首播，並公開前導宣傳片。11月12日，公開主視覺圖。12月6日，公開正式宣傳片，宣傳首播日期為1月5日；宣傳片中初次披露由Da-iCE主唱的片頭曲《Break out》。
2021年12月12日，於東京幕張國際研修中心研討會會堂舉辦先行上映活動，在活動中先行播映第1集和第2集。2月1日，宣佈將於3月26日在AnimeJapan 2022的GREEN STAGE舉辦舞台活動，聲優內田雄馬、齊藤壯馬和高橋李依將會出席。2月10日，宣佈將於6月19日在神奈川厚木市文化會館舉辦現場活動，聲優內田、齊藤、高橋和羽多野涉將會出席；3月25日發售的Blu-ray第1卷附送該活動的優先申請卷。
2022年3月16日，日本發生大地震，原定在當日播映的第11集因臨時特別新聞報道而停播。該集預定於翌週3月23日24:00在東京電視台首播，第12集緊接上集於24:30首播。
2022年3月24日，動畫第12集播畢後，宣佈在第1季「安藝啟程篇」（安芸旅立ち編）後，第2季「淡路島激鬥篇」（淡路島激闘編）將於同年7月首播，並公開多名新角色的聲優。3月26日，在AnimeJapan 2022公開第2季的第1張主視覺圖「～上杉武士團ver.～」。

### 製作人員
- 原作：大高忍
- 導演：柳澤哲也
- 系列構成：國澤真理子
- 角色設計：岸田隆宏
- 總作畫監督：松本文男、
- 動作監修：須賀重行
- 道具設計：木村英文
- 色彩設計：日比野仁
- 美術設定：
- 美術監督：坂上裕文
- 撮影監督：間中秀典
- 3DCG指導：應後一貴
- 編輯：山岸步奈美
- 音響監督：納谷僚介
- 音樂：深澤秀行
- 動畫製作：A.C.G.T
- 製作：「ORIENT 東方少年」製作委員會[3][34][42]

### 主題曲
片頭曲
《Break out》
主唱：Da-iCE
《Break it down》
主唱：花村想太 & Lil’ Fang
片尾曲
《何色》（ナニイロ）
主唱：羽多野涉
《色違いの糸束》
主唱：梶原岳人

### 集數列表
| 集數   | 日文標題 | 中文標題         | 編劇       | 分鏡       | 演出     | 作畫監督 | 總作畫監督 | 首播日期 （2022年） |
| ------ | -------- | ---------------- | ---------- | ---------- | -------- | --- | ---------- | ------------------- |
| 第1話  |          | 武藏和小次郎     | 國澤真理子 | 柳澤哲也   | 富永恒雄 | 星山企劃、Lee Sejong、Kim Jeonglim、Min Hyunsuk、Lim Sunhee、Oh seunghun、福世孝明、古澤貴文、岡辰也、松本文男 | 松本文男   | 1月5日              |
| 第2話  |          | 武士的榮耀       | 國澤真理子 | 柳澤哲也   | 大久保亮 | 、神田岳、齊藤香織、中島美子、清水勝佑、、                                                                     | 松本文男   | 1月12日             |
| 第3話  |          | 外面的世界       | 國澤真理子 | 西嶋克彥   | 村山靖   | Lee SejongKim、Kim Jeonglim、Min Hyunsuk、Lim Sunhee、Oh Seunghun、古澤貴文、福世孝明、岡辰也                  | 松本文男   | 1月19日             |
| 第4話  |          | 小雨田武士團     | 國澤真理子 | 鎌仲史陽   | 冨永恒雄 | 岡辰也、Lee Sejong、Kim Jeonglim、Min Hyunsuk、Lim Sunhee、Oh Seunghun、福世孝明、古澤貴文、松本文男           | 松本文男   | 1月26日             |
| 第5話  |          | 選擇明天         | 國澤真理子 |            | 村山靖   | 古澤貴文、福世孝明、岡辰也、松本文男                                                                           | 松本文男   | 2月2日              |
| 第6話  |          | 變得更強         | 國澤真理子 | 西嶋克彥   | 吉田俊司 | 、神田岳、齊藤香織、中島美子、清水勝祐、石動仁、                                                               | 松本文男   | 2月9日              |
| 第7話  |          | 水中無法生存     | 國澤真理子 | 植竹須美男 | 髙木啓明 | 福世孝明、古澤貴文、Lee Sejong、Kim Jeonglim、Min Hyunsuk、Lim Sunhee、Oh Seunghun、岡辰也                     | 松本文男   | 2月16日             |
| 第8話  |          | 黒曜女神         | 鎌仲史陽   | 植竹須美男 | 村山靖   | 岡辰也、Lee Sejong、Kim Jeonglim、Min Hyunsuk、Lim Sunhee、Oh Seunghun、福世孝明、古澤貴文、松本文男           | 松本文男   | 2月23日             |
| 第9話  |          | 武士的生活方式   | 木村英文   | 西嶋克彥   | 冨永恒雄 | Lee Sejong、Kim Jeonglim、Min Hyunsuk、Lim Sunhee、Oh Seunghun、古澤貴文、福世孝明、岡辰也、松本文男           | 松本文男   | 3月2日              |
| 第10話 |          | 女神之力         | 木村英文   |            | 村山靖   | 岡辰也、古澤貴文、福世孝明、Lee Sejong、Kim Jeonglim、Min Hyunsuk、Lim Sunhee、Oh Seunghun                     | 松本文男   | 3月9日              |
| 第11話 |          | 寄託在刀上的東西 | 國澤真理子 | 柳澤哲也   | 冨永恒雄 | 古澤貴文、福世孝明、星山企劃、Lee Sejong、Kim Jeonglim、Min Hyunsuk、Lim Sunhee、Oh Seunghun、岡辰也、松本文男 | 松本文男   | 3月23日             |
| 第12話 |          | 道路的前方       | 國澤真理子 | 冨永恒雄、 | 村山靖   | 岡辰也、古澤貴文、Lee Sejong、Kim Jeonglim、Min Hyunsuk、Lim Sunhee、Oh Seunghun、福世孝明                     | 松本文男   | 3月23日             |

### 播映平台
日本深夜動畫：下文記載的日本国内播放時間使用日本標準時間（UTC+9）表示。因為部分時間标识會採用30小时制，因此請留意这类超过24:00的时间，其實際播放時間為翌日清晨。

#### 第一季
| 播放日期              | 播放時間（UTC+9）    | 播放電視台 | 播放地區   | 備註                  |
| --------------------- | -------------------- | ---------- | ---------- | --------------------- |
| 2022年1月5日－3月23日 | 星期三 24:00 - 24:30 | 東京電視台 | 關東廣域圈 | 第5－7話延至24:10播出 |
| 2022年1月5日－3月23日 | 星期三 24:30 - 25:00 | BS東視     | 日本全國   | 衞星廣播              |
| 2022年1月6日－3月24日 | 星期四 21:00 - 21:30 | AT-X       | 日本全國   | 衞星廣播，有重播      |

| 播映地區 | 播映平台                                                                              | 播映日期              | 播映時間              | 備註   |
| --- | ------------------------------------------------------------------------------------- | --------------------- | --------------------- | ------ |
| 孟加拉國、不丹、文萊、柬埔寨、香港、印度、印度尼西亞、老撾、澳門、馬來西亞、馬爾代夫、蒙古、緬甸、尼泊爾、巴基斯坦、菲律賓、新加坡、斯里蘭卡、臺灣、泰國、越南 | Ani-One Asia YouTube頻道 ULTRA會員專區                                                | 2022年1月5日－3月23日 | 星期三 24:00（UTC+8） | [ 46 ] |
| 臺灣 | 巴哈姆特動畫瘋、CATCHPLAY、中華電信MOD、Hami Video friDay影音、KKTV、LINE TV、myVideo | 2022年1月5日－3月23日 | 星期三 24:00（UTC+8） | [ 46 ] |
| 新加坡 | CATCHPLAY、meWATCH                                                                    | 2022年1月5日－3月23日 | 星期三 24:00（UTC+8） | [ 46 ] |
| 印尼 | CATCHPLAY、Sushiroll                                                                  | 2022年1月5日－3月23日 | 星期三 24:00（UTC+8） | [ 46 ] |
| 泰國 | Dream Express (DEX)                                                                   | 2022年1月5日－3月23日 | 星期三 24:00（UTC+8） | [ 46 ] |
| 亞洲 | bilibili Asia、愛奇藝                                                                 | 2022年1月5日－3月23日 | 星期三 24:00（UTC+8） | [ 46 ] |

| 播放日期               | 播放時間                          | 播放電視台 | 播放地區 | 備註                  |
| ---------------------- | --------------------------------- | ---------- | -------- | --------------------- |
| 2022年6月15日－6月26日 | 星期一至日 23:30 - 00:30（UTC+8） | Animax     | 亞洲地區 | 國日雙語播出 連播兩集 |

### BD
| 卷數 | 發售日期      | 收錄話數      | 規格編號     |
| ---- | ------------- | ------------- | ------------ |
| 1    | 2022年3月25日 | 第1話－第4話  | EYXA-13678/B |
| 2    | 2022年4月29日 | 第5話－第8話  | EYXA-13679   |
| 3    | 2022年5月27日 | 第9話－第12話 | EYXA-13680/B |

## 外部連結
- 漫畫連載網站（日語）
- 電視動畫官方網站（日語）
- 漫畫的X（前Twitter）（日語）
- 電視動畫的X（前Twitter）（日語）